# Campeonato Sul-Americano de Milha de Rua
O Campeonato Sul-Americano de Milha de Rua (em espanhol Campeonato Sudamericano de Milla en Ruta) é uma competição anual de corrida de rua com diustância de uma milha ou 1.609 m. É organizada pela CONSUDATLE para atletas que representam os países de suas associações afiliadas.

## Edições
| Ano  | Cidade         | País   | Data           |
| ---- | -------------- | ------ | -------------- |
| ...  |                |        |                |
| 2000 | Rio de Janeiro | Brasil | 26 de novembro |
| 2001 | Rio de Janeiro | Brasil | 15 de abril    |
| 2002 | Belém, Pará    | Brasil | 3 de maio      |
| 2003 | Belém, Pará    | Brasil | 2 de maio      |
| 2004 | Belém, Pará    | Brasil | 20 de maio     |
| 2005 | Belém, Pará    | Brasil | 20 de maio     |
| 2006 | Belém, Pará    | Brasil | 19 de maio     |
| 2007 | Belém, Pará    | Brasil | 18 de maio     |
| 2008 | Belém, Pará    | Brasil | 23 de maio     |
| 2009 | Belém, Pará    | Brasil | 22 de maio     |
| 2010 | Belém, Pará    | Brasil | 28 de maio     |
| 2011 | Belém, Pará    | Brasil | 13 de maio     |
| 2012 | Belém, Pará    | Brasil | 4 de maio      |
| 2013 | Belém, Pará    | Brasil | 10 de maio     |
| 2014 | Belém, Pará    | Brasil | 8 de agosto    |
| 2015 |                | Brasil | 19 de junho    |

## Resultados
Os vencedores foram publicados. 

### Masculino
| Ano     | Ouro                                | Ouro | Prata                               | Prata | Bronze                           | Bronze |
| ------- | ----------------------------------- | ---- | ----------------------------------- | ----- | -------------------------------- | ------ |
| ...     |                                     |      |                                     |       |                                  |        |
| 2000    | José Mauro Valente · Brasil         | 4:07 | Willian Gomes de Amorim · Brasil    | 4:08  | Celso Ficagna · Brasil           | 4:09   |
| 2001    | Hudson Santos de Souza · Brasil     | 4:06 | Ramiro Nogueira Filho · Brasil      | 4:09  | Celso Ficagna · Brasil           | 4:09   |
| 2002    | Hudson Santos de Souza · Brasil     | 4:01 | Fabiano Peçanha · Brasil            | 4:03  | Celso Ficagna · Brasil           | 4:04   |
| 2003    | Hudson Santos de Souza · Brasil     | 4:11 | Fabiano Peçanha · Brasil            | 4:12  | Celso Ficagna · Brasil           | 4:14   |
| 20041.) | Fabiano Peçanha · Brasil            | 4:01 | Celso Ficagna · Brasil              | 4:03  | Jocemar Iláro Soares · Brasil    | 4:11   |
| 2005    | Hudson Santos de Souza · Brasil     | 4:05 | João Paulo Fernandes · Brasil       | 4:06  | André Alberi de Santana · Brasil | 4:08   |
| 20061.) | Leandro Prates de Oliveira · Brasil | 3:56 | Hudson Santos de Souza · Brasil     | 3:56  | André Alberi de Santana · Brasil | 4:06   |
| 2007    | Fabiano Peçanha · Brasil            | 4:09 | André Alberi de Santana · Brasil    | 4:10  | Leslie Encina · Chile            | 4:11   |
| 2008    | Hudson Santos de Souza · Brasil     | 4:03 | Leandro Prates de Oliveira · Brasil | 4:05  | Byron Piedra · Equador           | 4:09   |
| 2009    | Byron Piedra · Equador              | 3:57 | Hudson Santos de Souza · Brasil     | 3:58  | Mario Bazán · Peru               | 3:59   |
| 2010    | Fabiano Peçanha · Brasil            | 4:05 | Leandro Prates de Oliveira · Brasil | 4:06  | André Alberi de Santana · Brasil | 4:07   |
| 2011    | Leandro Prates de Oliveira · Brasil | 4:05 | André Alberi de Santana · Brasil    | 4:06  | Mario Bazán · Peru               | 4:07   |
| 2012    | Fabiano Peçanha · Brasil            | 3:59 | Iván López · Chile                  | 3:59  | Federico Bruno · Argentina       | 4:00   |
| 2013    | Leandro Prates de Oliveira · Brasil | 4:04 | Carlos Diaz · Chile                 | 4:05  | Lutimar Abreu Paes · Brasil      | 4:07   |
| 20142.) | Leandro Prates de Oliveira · Brasil | 4:04 | Marvin Blanco · Venezuela           | 4:06  | André Alberi de Santana · Brasil | 4:07   |

1.): Em 2004, Sebastião Oliveira Silva do Brasil ficou em 3º em 4:10 min, correndo como convidado.

2.): Em 2006, Majed Saeed Sultan do Catar ficou em 3º em 4:00 min, e Abdulrahman Suleiman também do Catar ficou em 4º com 4:04 min, ambos os atletas correndo como convidados.

## Competições
- Campeonato Sul-Americano de Atletismo
- Campeonato Sul-Americano de Atletismo em Pista Coberta
- Campeonato Sul-Americano de Atletismo Sub-23
- Campeonato Sul-Americano de Atletismo Sub-20
- Campeonato Sul-Americano de Atletismo Sub-18
- Campeonato Sul-Americano de Corta-Mato
- Campeonato Sul-Americano de Marcha Atlética
- Campeonato Sul-Americano de Maratona
- Campeonato Sul-Americano de Meia Maratona
- Campeonato Sul-Americano de Corrida de Montanha